# Challenger de Portoroz
El Tilia Slovenia Open es un torneo de tenis celebrado en Portoroz, Eslovenia desde 2013. El evento forma parte del ATP Challenger Tour y se juega en canchas duras.

## Finales anteriores

### Individuales
| Año  | Campeón           | Finalista         | Resultado       |
| ---- | ----------------- | ----------------- | --------------- |
| 2017 | Sergiy Stakhovsky | Matteo Berrettini | 6–74, 7–66, 6–3 |
| 2016 | Florian Mayer     | Daniil Medvedev   | 6–1, 6–2        |
| 2015 | Luca Vanni        | Grega Žemlja      | 6-3, 7-66       |
| 2014 | Blaž Kavčič       | Gilles Müller     | 7-5, 6-74, 6-1  |
| 2013 | Grega Žemlja      | Martin Fischer    | 6-4, 7-5        |

### Dobles
| Año  | Campeón                          | Finalista                         | Resultado        |
| ---- | -------------------------------- | --------------------------------- | ---------------- |
| 2017 | Hans Podlipnik Andrei Vasilevski | Lukáš Rosol Franko Škugor         | 6–3, 7–64        |
| 2016 | Sergey Betov Ilya Ivashka        | Tomislav Draganja Nino Serdarušić | 1–6, 6–3, 10–4   |
| 2015 | Fabrice Martin Purav Raja        | Alexander Bury Andreas Siljeström | 7–65, 4–6, 18–16 |
| 2014 | Sergey Betov Alexander Bury      | Ilija Bozoljac Flavio Cipolla     | 6-0, 6-3         |
| 2013 | Marin Draganja Mate Pavić        | Aljaž Bedene Blaž Rola            | 6-3, 1-6, 10-5   |

- Datos: Q14174007